# Tronic
Albums de Black Milk
Popular Demand
(2007) Album of the Year
(2010)
Singles
1. Give the Drummer Sum / The Matrix
Sortie : 21 octobre 2008
2. Losing Out
Sortie : 11 février 2009

Tronic est le troisième album studio de Black Milk, sorti le 28 octobre 2008.
L'album s'est classé 12e au Top Heatseekers et 76e au Top R&B/Hip-Hop Albums.

## Liste des titres
Tous les titres sont produits par Black Milk, à l'exception de Without U, produit par Colin Munroe.
| No  | Titre                                                                       | Contient un (des) sample(s) de | Durée |
| --- | --------------------------------------------------------------------------- | --- | ----- |
| 1.  | Long Story Short (featuring AB)                                             | I Got Some de Sugar Billy Garner | 5:04  |
| 2.  | Bounce                                                                      | Nostalgia de Jean-Luc Ponty | 4:37  |
| 3.  | Give the Drummer Sum                                                        | | 3:54  |
| 4.  | Without U (featuring Colin Munroe)                                          | | 4:49  |
| 5.  | Hold It Down                                                                | The Aircrash Bureau de Gary Numan | 4:23  |
| 6.  | Losing Out (featuring Royce da 5'9")                                        | Let's Talk About Me du Alan Parsons Project | 4:55  |
| 7.  | Hell Yeah (featuring Fat Ray)                                               | | 3:35  |
| 8.  | Overdose (featuring DJ Dez (scratches))                                     | Language de Suzanne Vega A Dream Within a Dream du Alan Parsons Project The Raven du Alan Parsons Project W.O.L.V.E.S. de Krumb Snatcha featuring M.O.P. | 3:03  |
| 9.  | Reppin For U (featuring AB)                                                 | O Holy Night de The Moog Machine | 4:16  |
| 10. | The Matrix (featuring DJ Premier (scratches), Pharoahe Monch et Sean Price) | Invisible Limits de Tangerine Dream Real Hip Hop de Das EFX Excuse Me Miss de Jay-Z featuring Pharrell Inspiration de Da Ranjahz featuring Cee Lo Green  | 3:46  |
| 11. | Try                                                                         | Who Do You Think You're Fooling du Symphonic Four | 3:24  |
| 12. | Tronic Summer                                                               | | 2:26  |
| 13. | Bond 4 Life (featuring Melanie Rutherford)                                  | | 4:58  |
| 14. | Elec (Outro)                                                                | Tubular Bells, Pt. 2 de Mike Oldfield Here Comes the Meter Man des Meters                                                                                | 2:44  |